# Placa de l'Amône
A Placa de Amône - Dalle l'Amône em francês - é um placa junto à localidade de Amône no cantão de  Valais , na  Suíça .
A Dalle de l'Amône é citada no no 5 dos 100 mais belas corridas de montanha.
Para a paroximação ... para-se o carro no parque em baixo da placa, equipa-se e é só subir!

## Ascensões
A primeira foi feita em 1952 por Daniel e Michel Darbellay, sem um único pitão! e em  1994 foi equipada por Jacques Cloutier, Nicolas Coppey e Louis Piguet.

## Características
Valores da Dalle de l'Amône : Voie Darbellay
- Altitude min/máx; 1.450 m / 1.900 m
- Desnível; 450 m
- Desnível das dificuldades; 450 m
- Orientaçnao principal; SE
- Cotação global; TD-
- Cotação livre; 6a

## Imagens exteriores
- «C2C: Dalle l'Amône» (em francês) - Jul. 2012